# Gamelan munggang
El gamelan munggang és un dels gamelans cortesans més antics de la Java central. El conjunt està format pels instruments gong ageng, kempul, kendang i gongs petits en forma de cassola disposats horitzontalment i afinats en tres tons. És un gamelan amb un registre molt greu i cada conjunt té la capacitat d'alternar l'afinació segons dos sistemes: pelog i slendro. El repertori consta de diverses peces repetitives, el patró principal de les quals es basa en la seqüència agut-mig-agut-greu dels tres tons de l'escala munggang.

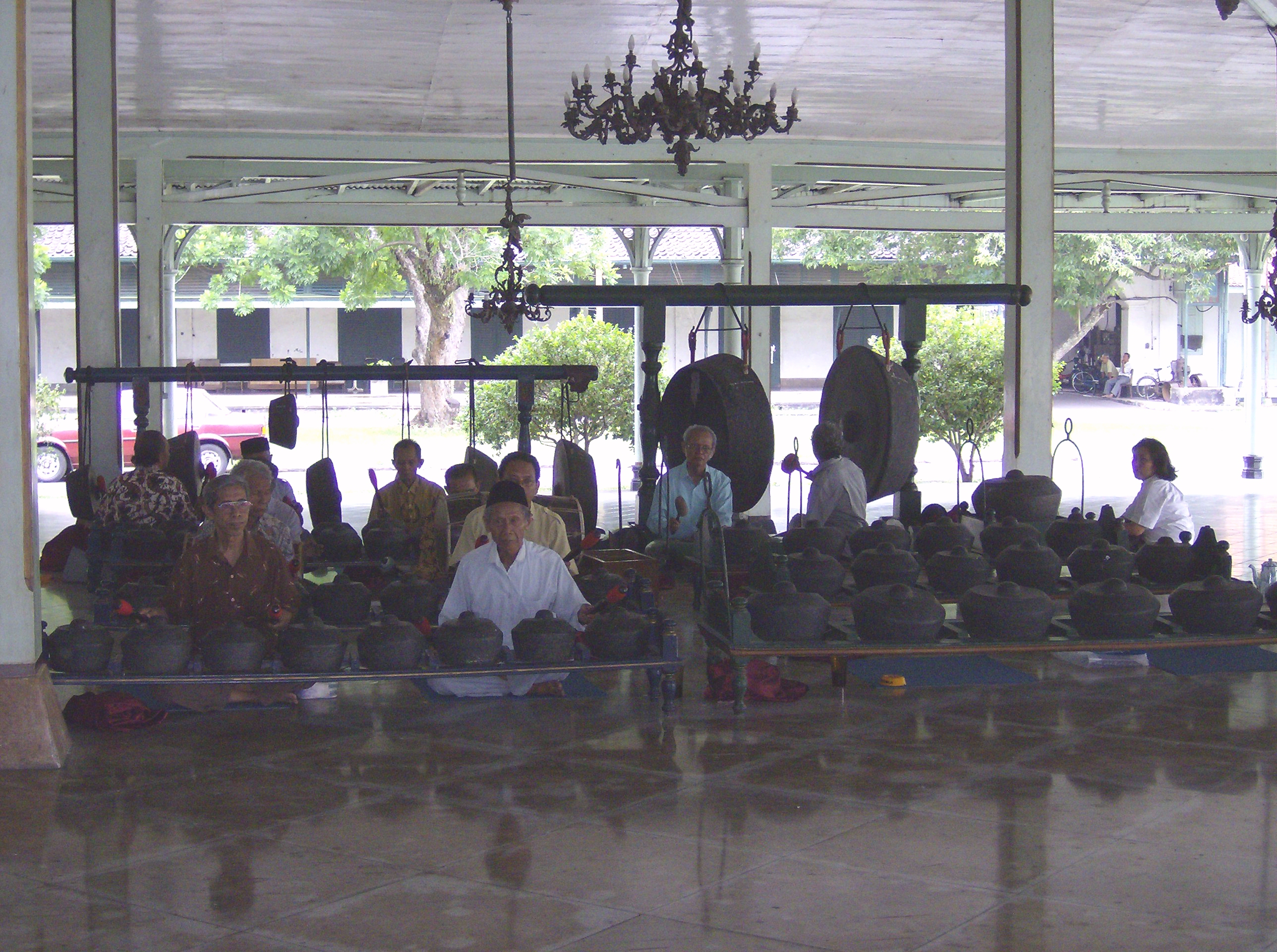
El gamelan munggang del Mangkunegaran a Solo.

Hi ha teories que sostenen que el pelog deriva originàriament de l'escala munggang de tres tons. L'origen dels conjunts munggang es pot trobar descrit en diversos mites Javanesos, però hi ha la possibilitat que el primer s'hagués importat a Indonèsia durant el segle I d.C.. El primer conjunt construït pels javanesos dataria del segle iv.